# Podmedlovský mlýn
Podmedlovský mlýn v Kadově v okrese Žďár nad Sázavou je vodní mlýn, který stojí na potoce Medlovka jihozápadně od obce pod Medlovským rybníkem. Je chráněn jako nemovitá kulturní památka České republiky.

## Historie
Mlýn byl postaven kolem roku 1720 pravděpodobně na místě Kadovské nové huti. Tento panský mlýn pronajímali majitelé mlynářům na 3 roky. Roku 1761 se dostal do dědického vlastnictví dosavadního nájemce Joachyma Jelínka, vlastníka mlynářské pečetě.
Mlýn pracoval až do 40. let 20. století. Během 2. světové války se v něm přestalo mlít obilí, pila byla v provozu do roku 1949. Od té doby slouží k rekreačním účelům; vlastní jej potomci českého sochaře Vincence Makovského.

## Popis
Mlýn na půdorysu písmene L stojí na barokních základech. Klasicistně upravená budova je zastřešena mansardovou střechou s vikýři.
V roce 1755 byl vybaven jedním kolem na vrchní vodu, jedním mlýnským složením, pilou jednuškou se svěrákem na vytahování pily a čtyřmi stoupami na výrobu krup. Roku 1897 pilu nahradil rámový katr.
Voda na vodní kolo vedla náhonem. V roce 1930 byl mlýn poháněn kolem na svrchní vodu s průtokem 0.15 m³/s, spádem 5.05 m a výkonem 9.84 k, pilu pohánělo kolo na svrchní vodu s průtokem 0.075 m³/s a spádem 5.05 m.